# Savannah Broadus
Savannah Broadus (ur. 18 września 2002) – amerykańska tenisistka, mistrzyni Wimbledonu 2019 w grze podwójnej dziewcząt.

## Kariera tenisowa
W swojej karierze seniorskiej wygrała jeden singlowy i trzy deblowe turnieje rangi ITF. Najwyżej w rankingu WTA notowana była na 992. miejscu w singlu (25 listopada 2024) i na 719. miejscu w deblu (11 listopada 2019).
W 2019 roku została mistrzynią Wimbledonu w grze podwójnej dziewcząt (w parze z Abigail Forbes), zwyciężając w finale z deblem Kamilla Bartone–Oksana Sielechmietjewa.

## Wygrane turnieje rangi ITF
| turnieje z pulą nagród 100 000 $   |
| turnieje z pulą nagród 80 000 $    |
| turnieje z pulą nagród 60 000 $    |
| turnieje z pulą nagród 40 000 $    |
| turnieje z pulą nagród 25/35 000 $ |
| turnieje z pulą nagród 15 000 $    |

### Gra pojedyncza
|    | Data       | Turniej | ($)    | Naw.   | Finalistka    | Wynik         |
| 1. | 10/11/2024 | Lincoln | 15 000 | twarda | Rachel Gailis | 6:3, 4:6, 7:5 |

## Finały juniorskich turniejów wielkoszlemowych

### Gra podwójna
| Końcowy wynik | Rok  | Turniej   | Nawierzchnia | Partnerka      | Przeciwniczki                          | Wynik finału  |
| Zwyciężczyni  | 2019 | Wimbledon | Trawiasta    | Abigail Forbes | Kamilla Bartone Oksana Sielechmietjewa | 7:5, 5:7, 6:2 |